# Umbiúnio
Unbiúnio é o elemento teórico de número atômico 121 (e símbolo Ubu), que seria o 3o elemento do 8o período da Tabela Periódica.

## Propriedades (previsão)

### Propriedades físicas
O urânio é (até agora) o último elemento químico da Tabela Periódica dos Elementos encontrado na natureza. Os elementos artificiais, ou transurânicos, são objeto de pesquisa da física nuclear. Muitos já foram estabelecidos com sucesso em laboratório a partir de reações nucleares.

Por ser transurânico o unbiúnio provavelmente seria um elemento radioactivo de meia-vida curta, no entanto, pouco pode-se afirmar sobre a possibilidade de obtenção e a estabilidade do novo elemento no atual momento.[carece de fontes?]

### Propriedades químicas
Em se tratando de um metal de transição interna, pressupõe-se que seja um elemento reativo, de eletropositividade elevada, e que reaja alcalinamente para formar hidróxidos na presença de água. O estado de oxidação do elemento seria +3.[carece de fontes?]

## Origem do nome
As comissões de nomenclatura da IUPAP e IUPAC estipularam nomes provisórios para todos elementos novos, até que estes sejam descobertos e "batizados" por seus criadores. Segundo o acordo, o elemento em questão pode ser denominado simplesmente "elemento 121" ou seguir a nomenclatura sistematizada, derivada diretamente dos dígitos do seu número atômico (1-2-1) em silabas numéricas correspondentes (1="un", 2="bi", 1="un"), seguidas da terminação "-io" (Un+bi+un+io). Assim formaria-se o nome "Unbiúnio".

Fora isso, a IUPAC aprovou o símbolo "Ubu" (também para uso provisório), constituído pelas letras iniciais das sílabas que constituem o nome.

## Superactinídeos
Caso seja constatada a existência do elemento 121, este também iniciaria o novo grupo de metais de transição interna do 8o período denominado "Superactinideos".
Este grupo teria uma nova camada eletrônica, em analogia aos Lantanídeos e Actinídeos. Os elementos superactinídeos serão os primeiros elementos químicos a possuírem elétrons no (até agora inédito) subnível 5g. Deste modo, o Ubu será o primeiro elemento do bloco g da tabela periódica, iniciando uma nova série semelhante aos lantanídeos e actinídeos, porém mais longa, terminando provavelmente no elemento 154. Nesta nova série serão preenchidos os subníveis 5g e 6f.